# Reading (Berks County, Pennsylvania)
Reading [ˈɹɛdɪŋ] ist eine Stadt im Berks County im US-Bundesstaat Pennsylvania mit 95.112 Einwohnern (Stand: Volkszählung 2020). Die Stadt wurde 1748 gegründet und ist der Verwaltungssitz (County Seat) von Berks County. Reading war der Sitz der Eisenbahngesellschaft Reading Railroad, die im Jahr 1833 ihren Betrieb aufnahm. Reading ist eine typische Industriestadt des Nordosten der USA (Rust Belt), die in den letzten Jahrzehnten mit den Problemen des Strukturwandels zu kämpfen hatte. Einer der Hauptwirtschaftszweige ist traditionell die Fertigung von Brezeln, dem Reading den Beinamen The Pretzel City verdankt: Bis heute bestehen vier Brezelbäckereien in der Stadt. Die Bevölkerung besteht heute zu 58,2 % aus Hispanics, die überwiegend aus Puerto Rico stammen und über New York in die Stadt kamen.

## Geografie

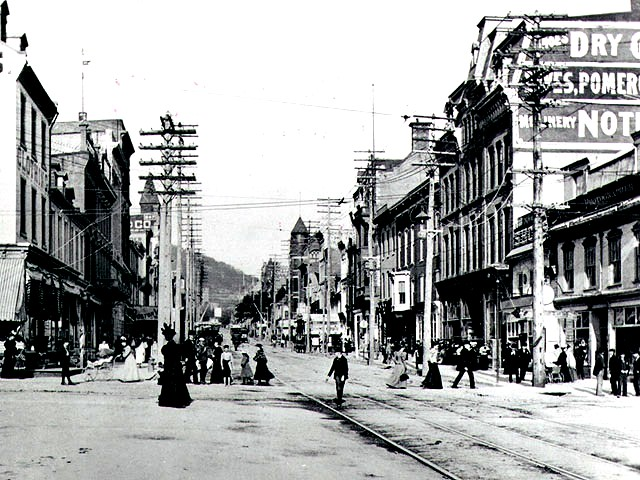
Penn Street, um 1890, Fotografie von William Goldman

Reading liegt im südöstlichen Pennsylvania, ungefähr 93 km nordwestlich der Stadt Philadelphia. Die Stadt wird im Westen weitgehend durch den Schuylkill River begrenzt, im Osten durch den Mount Penn und im Süden durch den Berg Neversink. Der Reading Prong, eine Bergformation, die sich bis ins nördliche New Jersey erstreckt, wird mit einem natürlichen Vorkommen des radioaktiven Edelgases Radon in Verbindung gebracht, jedoch sind die Haushalte in Reading nicht in besonderer Weise davon betroffen.

## Geschichte

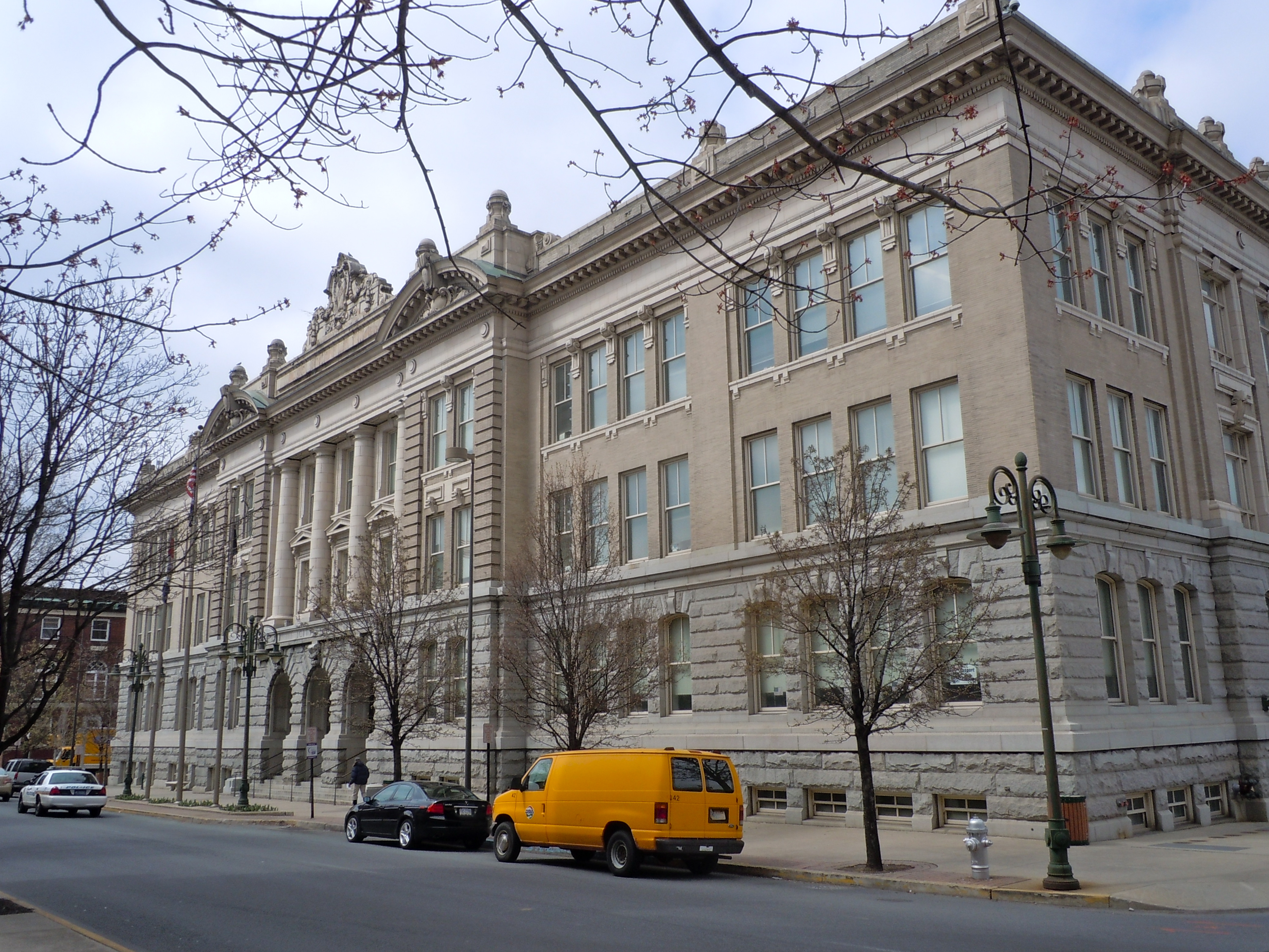
Die City Hall (2011) ist seit April 1982 im NRHP eingetragen.

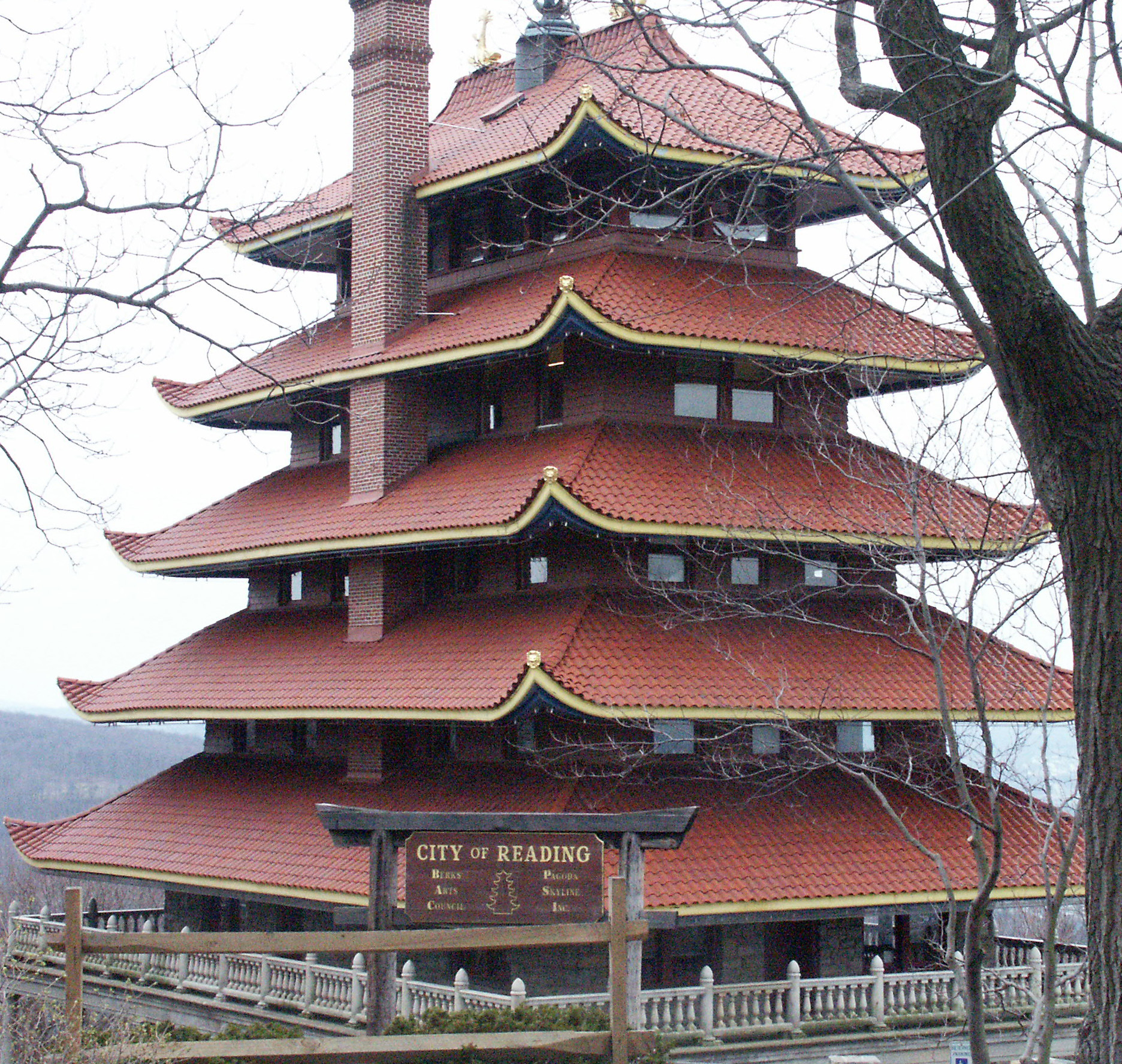
Die Pagoda (2002) ist seit November 1972 im NRHP eingetragen.

29 Bauwerke und Stätten innerhalb der Stadt sind im National Register of Historic Places (NRHP) eingetragen (Stand 28. September 2020), darunter die City Hall, der Queen Anne Historic District und die Pagoda.

## Wirtschaft
Der Schokoladenhersteller Godiva betreibt in Reading sein Werk für den US-Markt.

## Verkehr
Die Stadt Reading und ihre Umgebung waren durch den Reading Regional Airport (IATA-Code RDG) an den Luftverkehr angebunden. Kommerzielle Linienflüge nach Reading wurden im Jahr 2004 eingestellt, da Reading nicht weit entfernt der Flughäfen Harrisburg International Airport, Lehigh Valley International Airport und Philadelphia International Airport liegt.

## Söhne und Töchter der Stadt
- Thomas Hartley (1748–1800), Politiker, Vertreter von Pennsylvania im US-Repräsentantenhaus
- Edward Burd Hubley (1792–1856), Politiker, Vertreter von Pennsylvania im US-Repräsentantenhaus
- George May Keim (1805–1861), Politiker, Vertreter von Pennsylvania im US-Repräsentantenhaus
- James Lawrence Getz (1821–1891), Politiker, Vertreter von Pennsylvania im US-Repräsentantenhaus
- James Nagle (1822–1866), Soldat der US Army im Mexikanisch-Amerikanischen Krieg und Brigadegeneral im Sezessionskrieg
- Spencer Fullerton Baird (1823–1887), Ornithologe und Ichthyologe
- Henry Augustus Muhlenberg (1823–1854), Jurist und Politiker
- Jacob A. Kohler (1835–1916), Jurist und Politiker, Abgeordneter im Repräsentantenhaus und Attorney General von Ohio
- Daniel Ermentrout (1837–1899), Politiker, Vertreter von Pennsylvania im US-Repräsentantenhaus
- Christopher Shearer (1846–1926), Landschaftsmaler der Düsseldorfer Schule
- Henry Dickinson Green (1857–1929), Politiker, Vertreter von Pennsylvania im US-Repräsentantenhaus
- Hunter Liggett (1857–1935), General
- Daniel K. Hoch (1866–1960), Politiker, Vertreter von Pennsylvania im US-Repräsentantenhaus
- Charles Willauer Kutz (1870–1951), Politiker und Brigadegeneral im Army Corps of Engineers, Bürgermeister von Washington
- Harry Whittier Frees (1879–1953), Fotograf und Schriftsteller
- Samuel L. Schmucker (1879–1921), Künstler
- Wallace Stevens (1879–1955), Lyriker und Essayist
- Robert Grey Bushong (1883–1951), Politiker, Vertreter von Pennsylvania im US-Repräsentantenhaus
- Frederick Augustus Muhlenberg (1887–1980), Architekt und Politiker, Vertreter von Pennsylvania im US-Repräsentantenhaus
- Edwin Booz (1888–1951), Unternehmer
- Charles Joseph Esterly (1888–1940), Politiker, Vertreter von Pennsylvania im US-Repräsentantenhaus
- Wendell P. Woodring (1891–1983), Paläontologe und Geologe
- Roy Smeck (1900–1994), Multiinstrumentalist, Gitarrist, Ukulelespieler und Banjospieler
- Doggie Julian (1901–1967), Basketballtrainer
- Florence P. Dwyer (1902–1976), Politikerin, Vertreterin von New Jersey im US-Repräsentantenhaus
- Jack Luden (1902–1951), Schauspieler
- Arthur Schutt (1902–1965), Jazz-Pianist und Arrangeur
- Peter Brocco (1903–1992), Schauspieler
- Dorothy Christy (1906–1977), Schauspielerin
- Hildegard Peplau (1909–1999), Krankenschwester, Pflegetheoretikerin und Professorin
- Charles M. Rick (1915–2002), Botaniker und Pflanzen-Genetiker
- Frank Hovington (1919–1982), Bluessänger, Gitarrist, Banjo- und Ukulele-Spieler
- Ed Kemmer (1920–2004), Schauspieler
- Ernie McCoy (1921–2001), Autorennfahrer
- Forrest Compton (1925–2020), Schauspieler
- Michael Constantine (1927–2021), Schauspieler
- Gus Yatron (1927–2003), Politiker, Vertreter von Pennsylvania im US-Repräsentantenhaus
- Don Heckman (1930–2021), Jazz-Saxophonist und Klarinettist, Komponist und Jazzkritiker
- Russell F. Weigley (1930–2004), Militärhistoriker und Professor für Geschichte an der Temple University in Philadelphia
- John Klauder (1932–2024), theoretischer Physiker
- John Updike (1932–2009), Schriftsteller
- Lenny Moore (* 1933), American-Football-Spieler
- Ray Dennis Steckler (1938–2009), Filmregisseur
- Al Brown (1939–2023), Schauspieler
- Martin Cruz Smith (1942–2025), Schriftsteller
- Sian Barbara Allen (1946–2025), Schauspielerin und Schriftstellerin
- Meg Foster (* 1948), Schauspielerin
- Dave Stahl (* 1949), Jazz-Trompeter
- Christopher Hinz (* 1951), Schriftsteller
- Gordon McKellen (* 1953), Eiskunstläufer
- Melanie Skillman (* 1954), Bogenschützin
- Keith Haring (1958–1990), Künstler
- Diane Moyer (* 1958), Hockeyspielerin
- Megan Gallagher (* 1960), Schauspielerin
- Chip Kidd (* 1964), Illustrator und Autor
- John Fetterman (* 1969), Politiker, Vizegouverneur und Vertreter von Pennsylvania im US-Senat
- Richie Kotzen (* 1970), Gitarrist und Sänger
- Donyell Marshall (* 1973), Basketballspieler
- Danny Seo (* 1977), Umweltaktivist
- Kristy Kowal (* 1978), Schwimmerin
- Allison Baver (* 1980), Shorttrackerin
- Jillian Murray (* 1984), Schauspielerin
- Travis Kauffman (* 1985), Schwergewichtsboxer
- Taylor Swift (* 1989), Sängerin, Songschreiberin
- Corey Hertzog (* 1990), Fußballspieler
- Matthew Alan Seifert (* 1992), Volleyballspieler
- Lonnie Walker (* 1998), Basketballspieler

## Städtepartnerschaften
Reading führt mit Reutlingen seit 1998 eine Städtepartnerschaft. Weitere Partnerstädte sind Reading, Vereinigtes Königreich und Changzhi, China.